# Nicole Bullo
Nicole Bullo (n. 18 iulie 1987, Circolo della Riviera⁠(d), Cantonul Ticino, Elveția) este o jucătoare de hochei pe gheață ce a reprezentat Elveția, medaliată olimpică. A participat la 5 ediții ale Jocurilor Olimpice (2006, 2010, 2014, 2018, 2022) în care a câștigat 1 medalie de bronz.